# Gaku Arao
Gaku Arao (荒尾 岳, Arao Gaku), né le 15 janvier 1987 dans la préfecture de Toyama est un joueur japonais de basket-ball.